# Aiberto de Crespin
San Aiberto, o Ayberto, de Crespin fue un monje benedicitino, eremita y santo reverenciado por su intensa vida religiosa, ascetismo y devoción.

## Vida
Aiberto nació en 1060 en la villa de Espein en al diócesis de Tournai, en la presente Bélgica. Desde muy joven, pasó mucho tiempo inmerso en la oración. Aibert rezaba por la noche y siempre que había un lugar privado se ponía a orar. Además, pasaba largas épocas de ayuno, sólo con pan y una manzana cuando trabajaba de agricultor.
Movido por un salmo de lamento de San Teobaldo, Aiberto comenzó una vida de ascetismo con un monje benedictino llamado Juan cerca de la abadía de Crespin. Aunque Aiberto y Juan compartieron una celda, sobrevivieron principalmente de hierbas sin cocinar, y, ocasionalmente, de pan. Roberts dice que "escogieron no comer animales, productos animales ni productos cocinados."
Aibert ingresó en la abadía y se convirtió en monje benedictino hacia 1090. No se aclaran los motivos por los cuales el santo ingresó en la abadía, donde estuvo entre 23 y 25 años, siendo elegido preboste y celador.
En 1115, se le permitió a Aiberto volver a su vida solitario como eremita. Construyó una ermita en el bosque donde buscaba la guía espiritual y realizaba curaciones. Se le relaciona con el Rosario, que no existía aún, por su veneración a la Virgen. Se dice que recitaba 150 veces el Ave María (una por cada salmo) «con 100 genuflexiones y 50 postraciones».
Al volver del bosque, fue ordenado sacerdote por Burcardo, el obispo de Cambrai. Murió en 1140 a la edad de 80 años.